# Lissy Arna

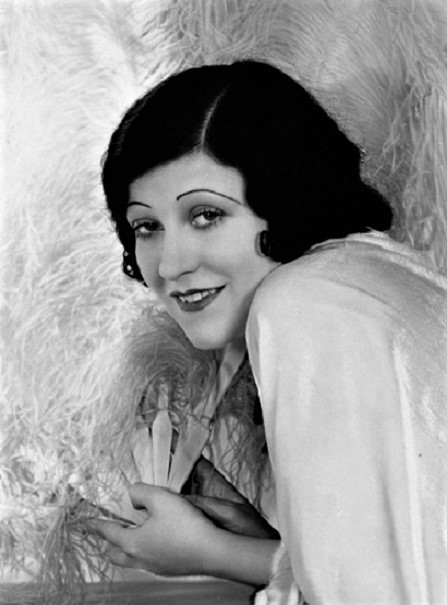
Lissy Arna (1930er)

Lissy Arna (auch Lissi Arna; * 20. Dezember 1900 als Liesbeth Helene Erna Arndt in Berlin; † 22. Januar 1964 in Berlin (West)) war eine deutsche Schauspielerin.

## Leben
Die Tochter des Lederarbeiters Max Arndt und seiner Frau Bertha, geb. Eweleit, besuchte in Berlin die Volks- und Handelsschule. Sie kam als Komparsin zum Film und spielte 1919 in einigen Kurzfilmen. 1920 heiratete sie den Regisseur Hanns Schwarz. Die Ehe wurde jedoch nach zwei Jahren geschieden. 1923 erhielt sie ihre erste Hauptrolle in dem Spielfilm Abenteuer einer Nacht.
Nach einem zweijährigen Aufenthalt in Amerika wurde Lissy Arna ab 1925 häufig im deutschen Stummfilm eingesetzt. Sie verkörperte den in dieser Filmepoche populären Typ der Femme fatale beziehungsweise der verführerischen Halbweltdame. Ihre bekannteste Rolle dieser Art übernahm sie als Prostituierte in dem Film Das Frauenhaus von Rio (1927). Derselben Tätigkeit ging sie auch in Leo Mittlers Jenseits der Straße (1929) nach.
1930 spielte sie in Hollywood Hauptrollen in mehreren deutschsprachigen Versionen amerikanischer Produktionen unter der Regie von Wilhelm Dieterle. Doch schon im Jahr danach kehrte sie wieder nach Deutschland zurück und zeigte sich in der frühen Edgar-Wallace-Verfilmung Der Zinker wieder in ihrer gewohnten Rolle als gefährliche Verführerin.
Das Aufkommen des Tonfilms brachte für Lissy Arna allerdings einen deutlichen Karriereknick. Sie wandte sich nun mehr der Bühne zu und agierte in den Theatern am Kurfürstendamm und am Schiffbauerdamm. 1939 heiratete sie den Arzt Dr. Kleiber und zog mit ihm nach Venezuela, wo er eine Chefarzt-Stelle antrat. Nach dessen Tod kehrte sie gegen Ende der fünfziger Jahre nach Berlin zurück. 1961 trat sie noch einmal in einer kleinen Rolle vor die Kamera.
Lissy Arna starb 1964 im Alter von 63 Jahren an einem Krebsleiden in Berlin. Beigesetzt wurde sie auf dem Kaiser-Wilhelm-Gedächtnis-Friedhof im Ortsteil Westend. Das Grab wurde mittlerweile aufgelassen.

## Filmografie (Auswahl)
- 1919: Lissys Flimmerkur
- 1919: Ottchen macht alles
- 1923: Abenteuer einer Nacht
- 1925: Die Frau ohne Geld
- 1925: Abenteuer im Nachtexpreß
- 1926: Die von der Waterkant
- 1926: Schatz, mach Kasse
- 1926: Die Königin des Weltbades
- 1926: Gern hab’ ich die Frauen geküßt
- 1926: Die Villa im Tiergarten
- 1927: Der Katzensteg
- 1927: Das Frauenhaus von Rio
- 1927: Die berühmte Frau
- 1927: Die elf Teufel
- 1927: Wochenendzauber
- 1927: Eins plus Eins gleich Drei
- 1928: Schinderhannes
- 1928: Eva in Seide
- 1928: Unter der Laterne
- 1928: Lemkes sel. Witwe
- 1929: Kinder der Straße
- 1929: Die Verführerin (Hjärtats triumf)
- 1929: Achtung! — Kriminalpolizei!
- 1929: Jenseits der Straße
- 1929: Giftgas
- 1930: Seine Freundin Annette
- 1930: Der Tanz geht weiter
- 1930: Die Maske fällt
- 1931: Dämon des Meeres
- 1931: Der Zinker
- 1931: Die schwebende Jungfrau
- 1931: Um eine Nasenlänge
- 1931: Berge in Flammen
- 1931: Der schönste Mann im Staate
- 1932: Theodor Körner
- 1933: Kind, ich freu’ mich auf Dein Kommen
- 1933: Ein Unsichtbarer geht durch die Stadt
- 1933: Inge und die Millionen
- 1934: Heute Abend bei mir
- 1934: Was bin ich ohne Dich
- 1937: Menschen ohne Vaterland
- 1937: Zu neuen Ufern
- 1937: Die gelbe Flagge
- 1939: Morgen werde ich verhaftet
- 1939: Hochzeit mit Hindernissen
- 1939: Sensationsprozeß Casilla
- 1961: Das Leben beginnt um acht